# Gilmar Iser
Gilmar Miguel Iser (Vera Cruz, 1964. augusztus 28. –) brazil labdarúgóhátvéd, edző.